# Cheilopogon katoptron
Cá chuồn mít, hay Cá chuồn hạt mít , tên khoa học Cheilopogon katoptron, là một loài cá chuồn trong họ Exocoetidae.